# كويلين
كويلين (بالإنجليزية: Coilin)‏ هوَ بروتين يُشَفر بواسطة جين كويل(COIL) في الإنسان. حصل كويلين على اسمه من الشكل الملفوف لجسيم كاخال التي تم العثور على بروتين كويلين فيها. تم التعرف عليه لأول مرة باستخدام مصل المناعة الذاتية البشرية.

## الوظيفة
بروتين كويلين هو أحد المكونات الجزيئية الرئيسية لجسيمات كاخال.جسيمات كاخال هي أجسام نووية غير مرتبطة بالغشاء متفاوتة العدد والتركيب وتشارك في تعديل ما بعد النسخ من الحمض النووي البيبي النووي الصغير والنووي الصغير. بالإضافة إلى دوره الهيكلي، يعمل البروتين كغراء لربط جسيمات كاخال بالنواة. يوجه نهاية أمينية و مايعرف بالطرف N لبروتين كويلين عملية قلة القلة الذاتية الخاصة به بينما يؤثر نهاية كربوكسيلية أو مايعزف بالطرف C على عدد الأجسام النووية المجمعة لكل خلية. من المحتمل أن تؤثر المثيلة التفاضلية والفسفرة لللفائف على توطينها بين الهيئات النووية وتكوين وتجميع جسيمات كاخال. يحتوي هذا الجين على جينات كاذبة على الكروموسوم 4 والكروموسوم 14.
لدراسة جسيمات كاخال، يمكن دمج بروتين كويلين مع البروتينات الفلورية الخضراء لتكوين بروتين هجين بين البروتين يعرف بكويلين-بروتينات فلورية خضراء (بالإنجليزية: Coilin-GFP)‏. يمكن بعد ذلك استخدام البروتين الهجين لتحديد موقع جسيمات كاخال تحت المجهر، عادةً بالقرب من نواة الخلية. البروتينات الأخرى التي تشكل جسيمات كاخال تشمل اس ن ار ان بي وآر أن إيه نويي صغير النووية.